# 佩特·維爾希斯
佩特·維爾希斯（荷蘭語：Pieter Verhees；1989年12月8日—）是一位比利時排球運動員。他現在效力於意大利球隊摩德納排球俱樂部。他也代表比利時國家男子排球隊參賽。代表比利時參加了2014年世界排球錦標賽。